# ドルノゴビ県
ドルノゴビ県（ドルノゴビけん、モンゴル語: Дорноговь, ᠳᠣᠷᠤᠨᠠᠭᠣᠪᠢ）は、モンゴル国の県（アイマク）の一つ。県都はサインシャンド。

## 概要
県には野生の馬(タヒ)、野生の羊、アイベックス、オグロアンテロープ、白アンテロープ、ヤマネコなどの野生動物が棲息し、ハーブ類などの薬用植物が茂っている。しかし、近年は気候の多変性、降水量の少なさに伴い、野生動物や薬用植物の数が減少している。

## 地理・交通
モンゴル国の南東部に位置し、面積は109,472平方kmである。ザミン-ウードは中国内蒙古自治区の二連浩特へいたる重要な交通要衝である。

## 行政単位 郡(ソム)
- アイラグ郡(Айраг)
- アルタンシレー郡(Алтанширээ)
- ダランジャルガル郡(Даланжаргалан)
- デルゲレフ郡(Дэлгэрэх)
- ザミン-ウード郡(Замын-Үүд)
- イフヘト郡(Иххэт)
- マンダフ郡(Мандах)
- オルゴン郡(Өргөн)
- サイハンドラーン郡(Сайхандулаан)
- サインシャンダ郡(Сайншанд)
- オラーンダルハン郡(Улаанбадрах)
- ハタンボラク郡(Хатанбулаг)
- ホブスゴル郡(Хөвсгөл)
- エルデネ郡(Эрдэнэ)

## 対外関係

### 姉妹自治体･提携自治体
提携自治体
- 静岡県（日本国 中部地方）
2011年（平成23年）7月29日 友好県提携締結